# Gullö
Gullö är en ö i Finland. Den ligger i Finska viken och i kommunen Raseborg i landskapet Nyland, i den södra delen av landet. Ön ligger omkring 87 kilometer väster om Helsingfors.
Öns area är 14,95 kvadratkilometer och dess största längd är 6,2 kilometer i öst-västlig riktning.
Byn på ön har anor sedan 1500-talet, då gården Gullö gård för första gången omnämns i historiska källor, och många av husen är byggda på 1700- och 1800-talen. Det finns i området även bronsåldersgravar. 
De flesta skogarna runt byn är fredade naturskyddsområden sedan år 1949.
Inlandsklimat råder i trakten. Årsmedeltemperaturen i trakten är 5 °C. Den varmaste månaden är augusti, då medeltemperaturen är 16 °C, och den kallaste är februari, med −4 °C.